# Ашакмберлер
Ашакмберлер (на гръцки: Κάτω Καμπή, Като Камби) е село в Гърция, разположено на територията на дем Козлукебир (Ариана), област Източна Македония и Тракия.

## География
Селото е разположено на южните склонове на Родопите.

## История
Към 1942 година в Ашакмберлер живеят 42 помаци.